# Дашер, Георг
Георг Дашер (нем. Georg Dascher; 27 июня 1911 — 25 ноября 1944) — немецкий гандболист. Чемпион Олимпийских игр 1936 года в Берлине.
В 1934 году в составе клуба Полицейский спортивный клуб Дармштадта (нем. Polizeisportverein Darmstadt) стал чемпионом Германии. За сборную Германии сыграл 6 матчей, в том числе был участником олимпийских игр 1936 года в Берлине, победителем которых стала Германия.
По основной профессии — полицейский. Имел звание лейтенанта Вермахта, погиб 25 ноября 1944 году на западном фронте. Похоронен на военном кладбище в Ломмеле.